# Уганда на Светском првенству у атлетици на отвореном 2015.
Уганда је учествовала на Светском првенству у атлетици на отвореном 2015. одржаном у Пекингу од 22. до 30. августа петнаести пут, односно учествовала је на свим првенствима до данас. Репрезентацију Уганде представљало је 12 учесника (11 мушкараца и 1 жена) који су се такмичили у 6 дисциплина (5 мушких и 1 женска).,
На овом првенству Уганда је по броју освојених медаља делила 32. место са освојеном једном, бронзаном медаљом. Оборен је један   национални рекорд. У табели успешности према броју и пласману такмичара који су учествовали у финалним такмичењима (првих 8 такмичара) Уганда је са два учесника у финалу делила 33 место са освојених 10 бодова.
| Плас. | Земља  | 1. место | 2. место | 3. место | 4. место | 5. место | 6. место | 7. место | 8. место | Бр. финал. | Бод. |
| ----- | ------ | -------- | -------- | -------- | -------- | -------- | -------- | -------- | -------- | ---------- | ---- |
| =33.  | Уганда | 0        | 0        | 1        | 0        | 1        | 0        | 0        | 0        | 2          | 10   |

## Учесници
| Мушкарци: - Роналд Мусагала — 1.500 м - Филип Кипјеко — 5.000 м - Тимоти Торојтич — 10.000 м - Џошуа Чептегеи — 10.000 м - Мозис Кибет — 10.000 м - Муњо Соломон Мутаи — Маратон - Стивен Кипротич — Маратон - Џексон Кипроп — Маратон - Абрахам Киплимо — Маратон - Бенџамин Киплагат — 3.000 м са препрекама - Џејкоб Араптани — 3.000 м са препрекама | Жене: - Џулијет Чеквел — 10.000 м |  |

## Освајачи медаља

### Бронза
- Муњо Соломон Мутаи — Маратон

## Резултати

### Мушкарци
| Атлетичар          | Дисциплина       | Лични рекорд | Квалификације     | Квалификације     | Полуфинале           | Полуфинале           | Финале               | Финале       | Детаљи                                      |
| Атлетичар          | Дисциплина       | Лични рекорд | Резултат          | Место             | Резултат             | Место                | Резултат             | Место        | Детаљи                                      |
| ------------------ | ---------------- | ------------ | ----------------- | ----------------- | -------------------- | -------------------- | -------------------- | ------------ | ------------------------------------------- |
| Роналд Мусагала    | 1.500 м          | 3:35,02      | 3:42,12           | 10. у гр 2        | Није се квалификовао | Није се квалификовао | Није се квалификовао | 14 / 47 (49) | Архивирано на веб-сајту (18. новембар 2015) |
| Филип Кипјеко      | 5.000 м          | 13:10,69     | 13:26,20          | 12. у гр 2        |                      |                      | Није се квалификовао | 19 / 29 (31) | Архивирано на веб-сајту (30. април 2018)    |
| Тимоти Торијтич    | 10.000 м         | 27:31,07     |                   |                   |                      |                      | 27:44,90             | 8 / 25 (35)  |                                             |
| Џошуа Кептегеи     | 10.000 м         | 27:27,57     | 27:48,89          | 9 / 25 (35)       |                      |                      |                      |              |                                             |
| Мозис Кибет        | 10.000 м         | 28:05,71     | Није завршио трку | Није завршио трку |                      |                      |                      |              |                                             |
| Муњо Соломон Мутаи | Маратон          | 2:10:42      | 2:09:51           |                   |                      |                      |                      |              |                                             |
| Стивен Кипротич    | Маратон          | 2:06:33 НР   | 2:14:43           | 6 / 42 (70)       |                      |                      |                      |              |                                             |
| Џексон Кипропо     | Маратон          | 2:09:32      | 2:15:16           | 10 / 42 (70)      |                      |                      |                      |              |                                             |
| Абрахам Киплимо    | Маратон          | 2:09:23      | Није завршио трку | Није завршио трку |                      |                      |                      |              |                                             |
| Бенџамин Киплагат  | 3.000 м препреке | 8:03,81 НР   | 8:54,46           | 11. у гр 1        |                      |                      | Није се квалификовао | 31 / 38 (42) |                                             |

### Жене
| Атлетичарка    | Дисциплина | Лични рекорд | Квалификације | Квалификације | Полуфинале | Полуфинале | Финале      | Финале  | Детаљи                                    |
| Атлетичарка    | Дисциплина | Лични рекорд | Резултат      | Место         | Резултат   | Место      | Резултат    | Место   | Детаљи                                    |
| -------------- | ---------- | ------------ | ------------- | ------------- | ---------- | ---------- | ----------- | ------- | ----------------------------------------- |
| Џулијет Чеквел | 10.000 м   | 32:57,02 НР  |               |               |            |            | 32:20,95 НР | 17 / 25 | Архивирано на веб-сајту (25. август 2015) |